# Chathamskarv
Chathamskarv (Leucocarbo onslowi) är en utrotningshotad fågel i familjen skarvar inom ordningen sulfåglar.

## Utseende
Chathamskarven är en stor (63 centimeter) svartvit skarv. Huvud, nacke, nedre delen av ryggen och övre stjärttäckarna är metalliskt blåsvarta. Undersidan är vit och fötterna rosa. Vita fläckar på vingarna ser ut som ett vingband på sittande fågel. I ansiktet syns stora orangefärgade vårtor.

## Utbredning och systematik
Fågeln förekommer enbart i ögruppen Chathamöarna utanför Nya Zeeland, på öarna , Star Keys, Rabbit, Pitt samt North East Reef. Den behandlas ibland som en underart till campbellskarven.

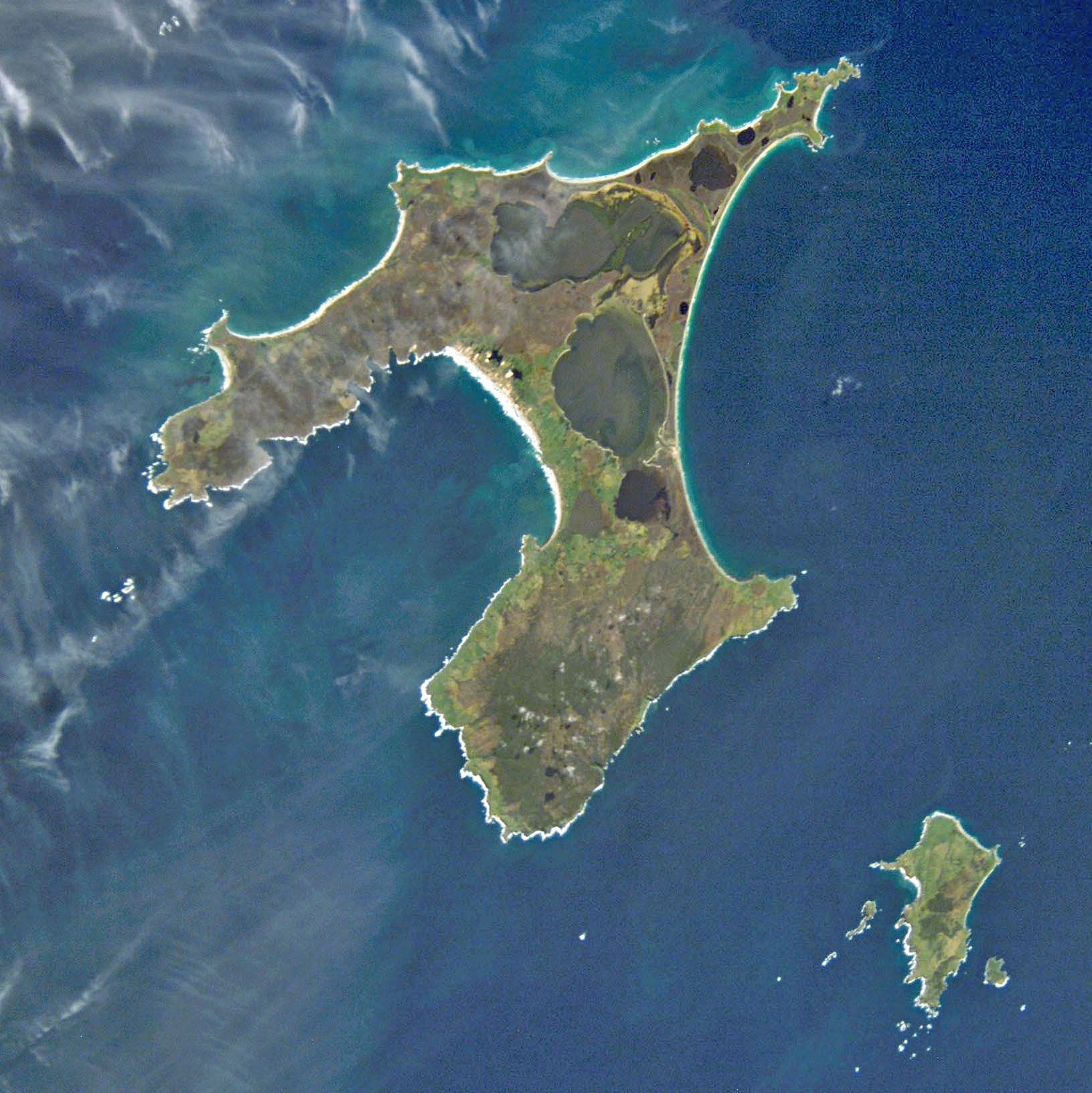
rightFlygbild över Chathamöarna, där chathamskarven förekommer.

### Släktestillhörighet
Chathamskarven placerades tidigare ofta i släktet Phalacrocorax. Efter genetiska studier som visar på att Phalacrocorax består av relativt gamla utvecklingslinjer har det delats upp i flera mindre, varvid chathamskarv med släktingar lyfts ut till släktet Leucocarbo.

### Skarvarnas släktskap
Skarvarnas taxonomi har varit omdiskuterad. Traditionellt har de placerats gruppen i ordningen pelikanfåglar (Pelecaniformes) men de har även placerats i ordningen storkfåglar (Ciconiiformes). Molekulära och morfologiska studier har dock visat att ordningen pelikanfåglar är parafyletisk. Därför har skarvarna flyttats till den nya ordningen sulfåglar (Suliformes) tillsammans med fregattfåglar, sulor och ormhalsfåglar.

## Levnadssätt
Arten häckar i kolonier, oftast högt upp på exponerade klippor ovan en udde eller en liten ö, eller på klipphyllor. Den livnär sig huvudsakligen av fisk.

## Status
Chathamskarven har ett mycket litet utbredningsområde och en världspopulation bestående av endast 700 vuxna individer. Den minskar också mycket kraftigt i antal, från 1997 till 2011 med 58%. Internationella naturvårdsunionen IUCN kategoriserar därför arten som akut hotad.

## Namn
Fågelns vetenskapliga artnamn hedrar statsmannen William Hillier 4:e earl av Onslow (1853-1911) som bland annat var guvernör över Nya Zeeland 1889-1892, strax innan arten beskrevs vetenskapligt.